# Tällåstjärnen, Hälsingland
Tällåstjärnen är en sjö i Härjedalens kommun i Hälsingland och ingår i Ljusnans huvudavrinningsområde. Sjön har en area på 0,115 kvadratkilometer och ligger 392 meter över havet.

## Delavrinningsområde
Tällåstjärnen ingår i det delavrinningsområde (687453-145592) som SMHI kallar för Inloppet i Gammeltjärnen. Medelhöjden är 412 meter över havet och ytan är 13,37 kvadratkilometer. Räknas de 5 avrinningsområdena uppströms in blir den ackumulerade arean 43,35 kvadratkilometer. Vällån som avvattnar avrinningsområdet har biflödesordning 3, vilket innebär att vattnet flödar genom totalt 3 vattendrag innan det når havet efter 189 kilometer. Avrinningsområdet består mestadels av skog (82 procent). Avrinningsområdet har 0,11 kvadratkilometer vattenytor vilket ger det en sjöprocent på 0,8 procent.